# Американские боги (1-й сезон)
Первый сезон сериала «Американские боги», основанного на одноимённом романе Нила Геймана, был показан с 30 апреля 2017 года по 18 июня 2017 года на канале Starz. Брайан Фуллер и Майкл Грин адаптировали первый сезон, будучи его шоураннерами, и производство сериала началось в марте 2016 года после того, как сериалу дали зелёный свет в марте 2015 года. Главные роли в сезоне исполнили Рики Уиттл, Эмили Браунинг, Криспин Гловер, Брюс Лэнгли, Йетиде Бадаки, Пабло Шрайбер и Иэн Макшейн.
Сезон следует за Тенью Муном после освобождения из тюрьмы, после смерти его жены, когда он встречает мистера Среду, Старого Бога, который оказывается в разгаре войны между Старыми Богами, богами из древней мифологии, и Новыми Богами, богами общества, технологий и глобализации. Сезон получил положительные отзывы от критиков.

## В ролях

### Главные роли
- Рики Уиттл — Тень Мун, бывший заключенный, который становится телохранителем мистера Среды[1][2].
- Эмили Браунинг — Лора Мун, жена Тени Муна[3]. Браунинг также играет Эсси Макгоуэн, ирландку, чья вера в лепреконов меняет курс её жизни[4].
- Криспин Гловер — мистер Мир, новый бог глобализации и лидер «Новых Богов»[5].
- Брюс Лэнгли — Техномальчик, новый бог технологии[6].
- Йетиде Бадаки — Билкис, Богиня любви[6].
- Пабло Шрайбер — Сумасшедший Суини, лепрекон на службе у мистера Среды[7].
- Иэн Макшейн — мистер Среда, мошенник и бог Один[2].

### Второстепенные роли
- Джиллиан Андерсон — новая богиня Медиа[8]. Она появляется в виде известных личностей, среди которых Люси Рикардо, Мэрилин Монро, Дэвид Боуи и Джуди Гарленд[9].
- Клорис Личмен — Зоря Вечерняя, старшая из трёх сестёр, которые следят за звёздами[10].
- Петер Стормаре — Чернобог, славянский бог тьмы, смерти и зла[10]
- Крис Оби — мистер Шакал, египетский бог мёртвых Анубис[10]
- Муса Крэйш — Джинн, мифическое существо огня, который, переживая со свою безопасность, думает сбежать из США[10].
- Омид Абтахи — Салим, иностранец, который является «одной половинкой несчастных любовников»[11]. У него был сексуальный контакт с Джинном, переодетым в таксиста.
- Орландо Джонс — мистер Нэнси, ганский бог-обманщик Ананси. Он работает портным[12].
- Демор Барнс — мистер Ибис, хранитель историй прошлого и настоящего, египетский бог Тот[12].
- Бетти Гилпин  — Одри, жена Робби и лучшая подруга Лоры
- Бет Грант — Джек, владелица бара, где Тень встречает мистера Среду[13].

### Приглашённые актёры
- Джонатан Такер — Лоу Ки Лайсмит, друг Тени в тюрьме[5].
- Марта Келли — Зоря Утренняя, молчаливая средняя сестра Зори[14].
- Эрика Каар — Зоря Полуночная, младшая из сестёр Зорь, которая днями спит и появляется только поздно ночью[14].
- Дейн Кук — Робби, лучший друг Тени[15].
- Кристин Ченовет — Остара, германская богиня рассвета[16]
- Корбин Бернсен — Вулкан, бог, который обновил себя, объединив оружие и тех, кто поклоняется ему[17]
- Джереми Дэвис — Иисус[18]
- Конфиданс — Окойе, раб, который возглавляет революцию[19].

## Эпизоды
| № общий | № в сезоне | Название                                                 | Режиссёр          | Телесценарий                                  | Дата премьеры  | Зрители в США (млн) |
| --- | ---------- | -------------------------------------------------------- | ----------------- | --------------------------------------------- | -------------- | ------------------- |
| 1 | 1          | «Сад костей» «The Bone Orchard»                          | Дэвид Слэйд       | Брайан Фуллер и Майкл Грин                    | 30 апреля 2017 | 0,975               |
| 813 год. К берегам Америки причаливают викинги, но индейцы в лесу, выпустив множество стрел в сторону викингов, заставляют их отступить. Викинги совершают жертвоприношения Одину; в конце концов появляется ветер, позволяющий им отплыть домой. В наше время, раньше срока из тюрьмы выходит Тень Мун, так как его жена Лора погибла в автокатастрофе. Летя домой в самолёте, он знакомится с неким человеком, который просит называть себя Средой, который предлагает ему работу в качестве телохранителя. По дороге домой, Тень останавливается в баре, где он вновь встречается со Средой. Тень узнаёт, что его лучший друг Робби погиб в той же автокатастрофе, что и его жена. С Тенью знакомится лепрекон Сумасшедший Суини и вынуждает его с ним подраться. Тень побеждает и получает золотую монету. Тень прибывает на похороны Лоры и узнаёт о её романе с Робби. После похорон он бросает монету на её могилу. Незаметно для него, она загадочно тонет в грязи. Уходя с кладбища, Тень похищен Техномальчиком, который требует Тень рассказать ему о Среде. Техномальчик приказывает своим людям убить Тень и они пытаются линчевать его. Петля рвётся, освобождая Тень, в то время как вешавшие его люди убиты неизвестным нападавшим.    |            |                                                          |                   |                                               |                |                     |
| 2 | 2          | «Секрет ложек» «The Secret of Spoons»                    | Дэвид Слэйд       | Майкл Грин и Брайан Фуллер                    | 7 мая 2017     | 0,710               |
| 1697 год. На невольничьем корабле порабощённый и закованный в цепях африканец в отчаянии начинает молиться богу Ананси. Старый Бог появляется перед ним и другими рабами в человеческом обличии и рассказывает им о страшной судьбе, которая ожидает их в Америке. По настоянию Ананси, порабощённые африканцы восстают, освобождаются и сжигают корабль, убивая всех, кроме Ананси, который спасается с корабля в форме паука и прибывает на берег среди обломков. В наше время, Билкис поглощает всё больше любовников через секс. Между тем, Тень пристаёт к Среде с расспросами по поводу атаки со стороны Техномальчика, но Среду убеждает его продолжать работать на него. Во время покупок в гипермаркете, Тень встречается с Новой Богиней Медиа в обличии Люси Рикардо из «Я люблю Люси». Она пытается убедить его объединиться с ней, но он отказывается. После этого, Тень и Среда отправляются в Чикаго. Они идут в квартиру, принадлежащую трём сестрам и работнику скотобойни по имени Чернобог, который недолюбливает Среду. После ужина Чернобог на спор играет в шашки с Тенью: если победит Тень, то Чернобог пойдёт с ними, но если Тень проиграет, то Чернобог размозжит ему голову своим молотом. Тень проигрывает.               |            |                                                          |                   |                                               |                |                     |
| 3 | 3          | «Голова, полная снега» «Head Full of Snow»               | Дэвид Слэйд       | Брайан Фуллер и Майкл Грин                    | 14 мая 2017    | 0,716               |
| В Куинсе, Нью-Йорк, Анубис приходит за душой пожилой мусульманки. Он вытаскивает из неё её сердце и взвешивает его на весах против пёрышка, чтобы определить, была ли она хорошим или плохим человеком. Она признана достойной и Анубис отправляет её в загробную жизнь. В Чикаго, Тени снится Зоря Полуночная, младшая из сестёр Зорь, которая вытаскивает Луну с неба и даёт ему её в виде серебряного доллара. Проснувшись, Тень зовёт Чернобога сыграть в шашки ещё раз, и на этот раз он выигрывает, заставляя Чернобога согласиться поехать с ними в Висконсин. В Нью-Йорке, оманский бизнесмен по имени Салим встречает таксиста, который оказывается ифритом. Позже вечером они занимаются сексом, а следующим утром они обменялись жизнями. В другом месте Тень сталкивается с Сумасшедшим Суини, который требует, чтобы Тень вернул ему золотую монету, которую ему по ошибке дал Суини. Тень говорит ему, что он бросил её на могилу Лоры. Сумасшедший Суини откапывает могилы Лоры, но обнаруживает, что ни её, ни монеты нет. Тень помогает Среде совершить аферу над бизнес-вкладчиками банка, «подумав о снеге», из-за чего появляется метель. Когда он возвращается в свой гостиничный номер, там оказывается Лора, которая ждала его. |            |                                                          |                   |                                               |                |                     |
| 4 | 4          | «Ушёл мерзавец» «Git Gone»                               | Крэйг Зобел       | Майкл Грин и Брайан Фуллер                    | 21 мая 2017    | 0,631               |
| Во флэшбеке показана ранняя жизнь Лоры. Она пытается покончить с собой, но безуспешно. Она встречает Тень, когда она не даёт ему использовать карточные трюки, чтобы украсть из казино, где она работает. Тень быстро влюбляется в Лору и они женятся, но Лора по прежнему считает жизнь бессмысленной. Она убеждает Тень помочь ей ограбить казино, но Тень пойман и его отправляют в тюрьму. Лора обещает дождаться его, но она завязывает роман с его боссом и другом, Робби. Накануне освобождения Тени, Лора и Робби погибают в автокатастрофе. Лора просыпается в пустыне с Анубисом, но прежде чем он сможет отправить её в загробную жизнь, она возвращается к своему телу. Получив сверхчеловеческой силой, она видит вдалеке яркий свет и обнаруживает, что это Тень, и она спасает его, при этом не показывая себя. Позже она чувствует, что она вынуждена следовать за ним, даже когда её физическая оболочка начинает ухудшаться. Её обнаруживают два Старых Бога, мистер Ибис и мистер Шакал, которые восстанавливают её повреждённое тело. Шакалом оказывается Анубис и он клянётся забрать душу Лоры, когда её миссия будет выполнена. Лора продолжает идти за Тенью, и в конце концов они встречаются в его гостиничном номере.       |            |                                                          |                   |                                               |                |                     |
| 5 | 5          | «Вы с запахом лимона» «Lemon Scented You»                | Винченцо Натали   | Дэвид Грациано                                | 28 мая 2017    | 0,666               |
| Во время ледникового периода, племя людей путешествует по Берингии вместе с символом своего бога, Нуньюннини. Как и в первом эпизоде, беринговцы встречают людей и богов, которые уже давно стали коренными на североамериканских землях, и они не дают им пройти. Племя беринговцев начинает терять веру. Нуньюннини погибает и он становится забытым. В наше время, Медиа (в образе Дэвида Боуи) разговаривает с Техномальчиком от лица мистера Мира, Нового Бога глобализации, и ругает его за то, что он пытался линчевать Тень. Тень и Среду арестовывают за ограбление банка. Сумасшедший Суини пытается забрать свою монету у Лоры, но обнаруживает, что монета внутри неё, и это даёт ей жизнь. Он предупреждает её не доверять Среде. В тюрьме, Медиа (теперь в образе Мэрилин Монро) и мистер Мир заставляют Техномальчика извиниться. Новые Боги предлагают союз со Средой, обещая помочь ему «найти свою аудиторию», отправив ракету под названием Один для атаки на Северную Корею. Они убивают полицейских и позволяют Тени и Среде сбежать. |            |                                                          |                   |                                               |                |                     |
| 6 | 6          | «Убийство богов» «A Murder of Gods»                      | Адам Кейн         | Шеймас Кевин Фэйи, Майкл Грин и Брайан Фуллер | 4 июня 2017    | 0,607               |
| Группа мексиканских нелегальных иммигрантов, пытающихся незаконно пересечь границу США, молятся Иисусу, который приходит и пытается защитить их. Защищая их, Иисус погибает от огнестрельных ранений. Тень задаётся вопросами по поводу того, что он видел в полицейском участке, и признаётся Среде, что Лора вернулась к жизни. Суини объединяется с Лорой, чтобы её смогли воскресить и чтобы он смог вернуть свою монету. Они встречают Салима, который соглашается отвезти их в своём такси через штаты в обмен на то, что Суини поможет ему найти Джинна. В Виргинии, Среда везёт Тень для знакомства со Старым Богом Вулканом, который сохраняет контроль над маленьким городом через веру жителей в право носить оружие. Вулкан соглашается стоять рядом со Средой и куёт ему меч, но позже он предаёт их, сказав Новым Богам о их местонахождении. В отместку Среда убивает его и проклинает его последователей. |            |                                                          |                   |                                               |                |                     |
| 7 | 7          | «Молитва о Сумасшедшем Суини» «A Prayer for Mad Sweeney» | Адам Кейн         | Мария Мельник                                 | 11 июня 2017   | 0,629               |
| Ибис рассказывает историю об Эсси, ирландской девушки, приговорённую к высылке, которая оставляла подношения лепреконам в обмен на удачу. На корабле в Америку, она соблазняет капитана корабля и уговаривает его отвезти её в Лондон. Там она становится воровкой; но её ловят после того, как она забыла оставить подношение. Будучи беременной, её вновь высылают в Америку, и она выходит замуж за своего хозяина, который, после своей смерти, оставляет её во главе своей фермы. Она продолжает делать подношения лепреконам. Сумасшедший Суини навещает Эсси на её смертном одре и благодарит её, так как её вера позволила ему начать новую жизнь в Америке. Во время поездки, Суини говорит Лоре, что он принимает участие в войне Среды, чтобы искупить своё дезертирство в качестве солдата. Грузовик опрокидывается и счастливая монета Суини выпадает из Лоры. Он возвращает монету Лоре вместо того, чтобы забрать её, раскрывая, что он имеет какое-то отношение к её смертельной автокатастрофе. |            |                                                          |                   |                                               |                |                     |
| 8 | 8          | «Приди к Иисусу» «Come to Jesus»                         | Флория Сигизмонди | Бека Брунстеттер, Майкл Грин и Брайан Фуллер  | 18 июня 2017   | 0,774               |
| Мистер Нэнси рассказывает Тени и Среде историю о Билкис, могущественной, но падшей Старой Богине, что убеждает Среду отыскать королеву. Он и Тень навещают Остару, Старую Богиню весны и воскресения, которая успешно адаптировалась к новой эпохе, используя христианское празднование Воскресения Христа. Лора и Сумасшедший Суини следуют за Тенью в поместье Остары. Остара обнаруживает, что Лору невозможно воскресить, так как она была убита богом, заставляя Суини признаться, что Среда организовал как и смерть Лоры, так и заключение Тени, чтобы изолировать Тень для своих собственных целей. Медиа, Техномальчик и мистер Мир прибывают, чтобы угрожать Среде. При помощи молнии Среда уничтожает их людей и провозглашает себя Одином и убеждает Остару использовать свои силы и забрать весну, устроив засуху в Америке. Наконец, Тень признаёт веру в богов, как раз перед тем, как приходит Лора, чтобы поговорить с ним. |            |                                                          |                   |                                               |                |                     |

## Производство

### Разработка
В феврале 2014 года FremantleMedia приобрело права на экранизацию романа. В июле 2014 года было объявлено, что Starz будет разрабатывать сериал вместе с Брайаном Фуллером и Майклом Грином. Фуллер заявил, что сериал будет «[следовать] за событиями книг, но при этом будет расширять эти события и расширять точку зрения, чтобы выйти за пределы Тени и Среды». Было дано разрешение на то, чтобы сериал включал в себя элементы из компаньона книги, «Дети Ананси». Фуллер также подтвердил, что Гейман принимал «активное участие» в производстве, и выразил надежду, что Гейман сам станет сценаристом одного из эпизодов.
16 июня 2015 года Starz официально объявило, что дало сериалу зелёный свет. В мае 2015 года шоураннер Брайан Фуллер подсчитал, что шоу, скорее всего, выйдет в эфир в «конце 2016 года»; однако премьера состоялась в апреле 2017 года, и первый сезон состоял из восьми эпизодов. Первый сезон должен был изначально состоять из десяти эпизодов.

### Съёмки
Производство началось в марте 2016 года и съёмки в основном происходили в Торонто, Кеймбридже, Гуэлфе, а также в Гамильтоне, Онтарио и Оклахоме.

### Сценарий
По поводу сексуального контента в шоу, Грин заявил, что хотя и в книге есть сексуальный контент, «наш сексуальный контент, когда его показывали, являлся искусным. Под этим мы подразумеваем, что это было важно для персонажа или важно для истории. Что это было также красиво, [как] и всё остальное, что мы пытались изобразить в шоу. То есть, если вы собираетесь определить беспричинную сексуальность как сексуальность, которую можно вырезать и никоим образом не уменьшить финальный эпизод, мы не собирались этого делать. Мы хотели, чтобы это было чем-то существенным». Он также добавил, что Starz не «стеснялось наготы».
В третьем эпизоде присутствует гей-сцена между бизнесменом по имени Салим и Джинном. Фуллер признался, что его не беспокоил откровенный сексуальный контент, который был показан в сцене, заявив: «Мы хотели рассказать очень наглядную историю о сексе и сексуальности. А также рассказать историю, о мужчине родом из страны, где гомосексуализм карается смертью. Для него самым сексуальным опытом [были бы] минеты в переулке, поэтому Джинн занимается с ним любовью, вероятно, впервые в жизни, чтобы он смог испытать сексуальную любовь. Это удивительный, прекрасный опыт для человека, особенно когда вы рассматриваете, сколько мужчин, женщин и тех, кто посередине, не делают этого или не могут потому, что они родом из таких мест». Омид Абтахи, который играет Салима, прокомментировал отношения: «Я думаю, что любовь в любой форме, будь то мужчина/мужчина, женщина/мужчина, женщина/женщина, без разницы, это красивая вещь. Я бы хотел жить в мире, где людей это не пугает. Это можно сделать так, что вы представляете это людям и нормализуете это. Да, это может быть немного графичным для некоторых людей, но это естественно. Нет никакой ненависти. Мы не пытаемся никого обидеть. Это любовь». Фуллер также потребовал переснять сцену, заявив, что первоначальные позиции для секса были физиологически невозможными для анального сношения.
Пролог пятого эпизода показал пятиминутную анимационную сцену, которая крутится вокруг персонажей ледникового периода. Эту сцену создала Tendril, студия дизайна и анимации, расположенная недалеко от Торонто, где снимают сериал. По словам директора Tendril Криса Бари, было трудно создавать сцену и потребовалось шесть месяцев, чтобы её закончить. По словам Барри, «задача состояла в том, чтобы найти самый мощный способ донести центральную тему сцены: вера против выживания и адаптации». Он также добавил: «Мы хотели, чтобы это было очень ощутимо и реально, как кукольная анимация, которую могли бы сделать эти древние люди, используя древние материалы и инструменты, к которым они бы имели доступ».

### Кастинг
28 января 2016 года Рики Уиттл получил главную роль Тени Муна. 2 марта 2016 года было объявлено, что Иэн Макшейн был взят на роль мистера Среды. Позже в марте было объявлено, что Эмили Браунинг сыграет Лору Мун, жену Тени. 23 марта 2016 года стало известно, что Шон Харрис, Йетиде Бадаки и Брюс Лэнгли сыграют роли Сумасшедшего Суини, Билкис и Техномальчика, соответственно. 14 апреля 2016 года Джонатан Такер и Криспин Гловер были утверждены на роли Лоу Ки Лайсмита и мистера Мира. 21 апреля 2016 года Клорис Личмен получила роль Зори Вечерней, Питер Стормаре — роль Чернобога, Крис Оби — роль мистера Шакала, а Муса Крэйш — роль Джинна.
6 мая 2016 года было объявлено, что Шон Харрис покинул сериал по личным причинам, и пришлось искать нового актёра на роль Сумасшедшего Суини. 11 мая 2016 года было объявлено, что Пабло Шрайбер будет играть роль Сумасшедшего Суини. В июне 2016 года Джиллиан Андерсон получила роль богини Медиа. 15 июня 2016 года к актёрскому составу присоединились Омид Абтахи, Орландо Джонс и Демор Барнс, и они получили роли Салима, мистера Нэнси и мистера Ибиса, соответственно. 15 июля 2016 года стало известно, что Дейн Кук появится в роли Робби, а неделю позже Кристин Ченовет получила роль Остары.

## Реакция

### Реакция критиков
Первый сезон «Американских богов» получил очень положительные отзывы от критиков. На Rotten Tomatoes сезон имеет рейтинг 92%, со средним рейтингом 8,12, на основе 83 отзывов. Консенсус сайта гласит: «„Американские боги“ открывается серией дико амбициозных гамбитов — и вознаграждает веру зрителей многообещающим первым сезоном, визуальное богатство которого соответствует его повествовательному воздействию». На Metacritic у него рейтинг 77 из 100, на основе 36 отзывов, что указывает на «в целом благоприятные отзывы». Мэтт Золлер Сайтц в своей рецензии для «New York Magazine» назвал шоу «странным, ошеломляющим шоу».

### Рейтинги
| № | Название                      | Дата показа    | Рейтинг (18—49) | Зрителей (миллионов) | DVR (18—49) | Зрителей DVR (миллионов) | Всего (18—49) | Всего зрителей (миллионов) |
| - | ----------------------------- | -------------- | --------------- | -------------------- | ----------- | ------------------------ | ------------- | -------------------------- |
| 1 | «Сад костей»                  | 30 апреля 2017 | 0,4             | 0,975                | N/A         | N/A                      | N/A           | N/A                        |
| 2 | «Секрет ложек»                | 7 мая 2017     | 0,3             | 0,710                | N/A         | N/A                      | N/A           | N/A                        |
| 3 | «Голова, полная снега»        | 14 мая 2017    | 0,3             | 0,716                | N/A         | 0,585                    | N/A           | 1,301                      |
| 4 | «Ушёл мерзавец»               | 21 мая 2017    | 0,3             | 0,631                | N/A         | 0,621                    | N/A           | 1,252                      |
| 5 | «Вы с запахом лимона»         | 28 мая 2017    | 0,3             | 0,666                | 0,3         | 0,733                    | 0,6           | 1,400                      |
| 6 | «Убийство богов»              | 4 июня 2017    | 0,2             | 0,607                | 0,3         | 0,671                    | 0,5           | 1,278                      |
| 7 | «Молитва о Сумасшедшем Суини» | 11 июня 2017   | 0,3             | 0,629                | N/A         | 0,588                    | N/A           | 1,218                      |
| 8 | «Приди к Иисусу»              | 18 июня 2017   | 0,3             | 0,774                | N/A         | 0,622                    | N/A           | 1,396                      |